# Giải thưởng Ho-Am về khoa học
Người thắng Giải thưởng Ho-Am về Khoa học (từ 1991 đến 2011, giải thưởng Ho-Am về Khoa học & Công nghệ):
- 1991: Electronics and Telecommunications Research Institute
- 1992: Jihn E. Kim
- 1993: Choong-Ki Kim
- 1994: Sung-Hou Kim
- 1995: Sue-Goo Rhee
- 1996: Won-Yong Lee
- 1997: Hyuk Yu
- 1998: Peter S. Kim
- 1999: Myung-Hwan Whangbo
- 2000: Pill-Soon Song
- 2001: Edward C. Lim
- 2002: Mannque Rho
- 2003: Hongkun Park
- 2004: Hee-Sup Shin
- 2005: Young-Kee Kim
- 2006: Kimoon Kim
- 2007: Sang-Wook Cheong
- 2008: Philip Kim
- 2009: Jun-Muk Hwang
- 2010: Ryoo Ryong
- 2011: Taekjip Ha
- 2012: Minhyong Kim
- 2013: Harold Y. Hwang